# IPhone 14 Pro
iPhone 14 Pro和iPhone 14 Pro Max是由苹果公司设计與销售的智能手机。 这是继iPhone 13 Pro和iPhone 13 Pro Max之后的第16代旗舰iPhone。 該系列於2022年9月7日在美国加利福尼亚州库比蒂诺蘋果園區舉行的發布會上隨著iPhone 14以及iPhone 14 Plus一同發布。由於嚴重特殊傳染性肺炎疫情關係，該發布會與去年相同皆採線上直播方式進行。iPhone 14 Pro以及iPhone 14 Pro Max在2022年9月16日開始接受預訂。
iPhone 14 Pro 和 iPhone 14 Pro Max 是首批采用名为“灵动岛”的挖孔显示屏 iPhone，取代了自2017 年推出iPhone X以来一直使用瀏海螢幕。与 iPhone 14 一样， iPhone 14 Pro 机型增加了卫星连接功能，以便在 Wi-Fi 和蜂窝网络覆盖范围之外时呼叫紧急服务。 在美国销售的 iPhone 14 Pro 和 iPhone 14 Pro Max 机型（以及 iPhone 14 和 iPhone 14 Plus）放弃了对实体SIM卡的支持，僅支援eSIM，成为自iPhone 14以来首次不配备独立的 SIM 卡读卡器的iPhone。

## 外觀設計
iPhone 14 Pro在外觀上與前代有著顯著的差異，從原先的瀏海設計改為長條橢圓形的「動態島」（Dynamic Island）設計（實際上Face ID和前置鏡頭為兩個獨立的挖孔，形成驚嘆號的形狀，透過螢幕在兩者之間的區域顯示黑色使視覺上為結合在一起）。推出初期共有四種顏色，分別是太空黑色、銀色、金色、深紫色這四種顏色。深紫色是一種新顏色，替代了iPhone 13 Pro的天峰藍色。
| 顏色 | 中文名稱 | 英文名稱    |
| ---- | -------- | ----------- |
|      | 銀色     | Silver      |
|      | 太空黑   | Space Black |
|      | 金色     | Gold        |
|      | 深紫色   | Deep Purple |

## 特色

### Always on Display
iPhone 14 Pro為首度加入Always on Display功能的iPhone ，但其顯示的模式與Android系統的黑底僅顯示時鐘和部份通知截然不同。進入Always on Display時會呈現暗化的鎖定螢幕畫面（部份內建的鎖定畫面會有不同的效果），時鐘和通知均保持在原位不移動，上滑可直接進行Face ID解鎖。

### 動態島
iPhone 14 Pro取消前代的瀏海改為挖孔螢幕，基於其外型配合通知功能，達成軟硬體結合設計出動態島。平時動態島的黑色區域僅會涵蓋Face ID和前置鏡頭，當手機接收到通知時，黑色區域會擴大並在其內部顯示通知內容，也能顯示計時器、錄音錄影與通話狀態、正在播放的媒體等，且可以直接在動態島內進行操作，部份應用程式也有對動態島進行不同的支援。最多可同時顯示2個支援動態島的應用程式或狀態顯示，此時動態島會分成2個區域，分別顯示對應的內容。

## 時間線
| iPhone型號年表 |
| -------------- |
|                |

## 外部連結
- 官方网站

| 前任者： iPhone 13 Pro / 13 Pro Max | iPhone 14 Pro iPhone 14 Pro Max iPhone 14 / 14 Plus 第16代 | 繼任者： iPhone 15 Pro / 15 Pro Max |